# Tony Amonte
Anthony Lewis Amonte, detto Tony (Hingham, 2 agosto 1970), è un ex hockeista su ghiaccio statunitense, medaglia d'argento olimpica a Salt Lake City 2002.

## Carriera

### Club
Scelto dai New York Rangers al Draft 1988, mentre giocava con la squadra della Thayer Academy, ha poi giocato in NCAA con la Boston University, e fatto il suo esordio in NHL nei play-off della stagione 1990-1991.
Da allora ha giocato sempre in NHL, per altre tre stagioni con i Rangers, per poi passare ai Chicago Blackhawks (1993-2002), Phoenix Coyotes (prima parte della stagione 2002-2003), Philadelphia Flyers (da marzo 2003 a tutta la stagione successiva) e Calgary Flames (2005-2007). L'unica esperienza lontana dal nordamerica la fece in occasione della serrata del 1994, quando giocò alcuni incontri con la maglia della Sportiva Hockey Club Fassa, mettendo a segno 38 punti in 14 partite. Si è ritirato nel 2007, dopo 1 174 presenze e 900 punti messi a segno in NHL.

### Nazionale
Ha a lungo vestito anche la maglia della nazionale, con cui ha disputato, oltre all'olimpiade chiusa al secondo posto, anche il torneo olimpico di Nagano 1998 (eliminati ai quarti di finale), la World Cup of Hockey 1996 (vinta) e i mondiali 1993 (chiusi al sesto posto).

## Palmarès

### Club
- Stanley Cup: 1

NY Rangers: 1993-1994

### Nazionale
- World Cup of Hockey: 1

1996
- Giochi olimpici invernali:

Stati Uniti:  Salt Lake City 2002

### Individuale
- NHL All-Star Game: 5

1997, 1998, 1999, 2000, 2001
- NHL All-Rookie Team: 1

1991-1992